# Сингх, Паргат
Паргат Сингх Повар (англ. Pargat Singh Powar; род. 5 марта 1965, Митхапур, Гуджарат) — индийский хоккеист на траве, защитник. Участник летних Олимпийских игр 1988, 1992 и 1996 годов, серебряный призёр летних Азиатских игр 1990 года, бронзовый призёр летних Азиатских игр 1986 года. Впоследствии стал политиком.

## Биография
Паргат Сингх родился 5 марта 1965 года в индийском городе Митхапур.
Играл в хоккей на траве за полицию Пенджаба, в которой работал, а также за локомотивный завод и «Индийские железные дороги».
Дважды выигрывал медали хоккейных турниров летних Азиатских игр: бронзу в 1986 году в Сеуле и серебро в 1990 году в Пекине.
В 1988 году вошёл в состав сборной Индии по хоккею на траве на летних Олимпийских играх в Сеуле, занявшей 6-е место. Играл на позиции защитника, провёл 7 матчей, мячей не забивал.
В 1992 году вошёл в состав сборной Индии по хоккею на траве на летних Олимпийских играх в Барселоне, занявшей 7-е место. Играл на позиции защитника, провёл 7 матчей, забил 2 мяча (по одному в ворота сборных Аргентины и Новой Зеландии).
В 1996 году вошёл в состав сборной Индии по хоккею на траве на летних Олимпийских играх в Атланте, занявшей 8-е место. Играл на позиции защитника, провёл 7 матчей, забил 1 мяч в ворота сборной Великобритании. Был знаменосцем сборной Индии на церемонии откпытия Олимпиады.
В 1989 году был удостоен спортивной награды «Арджуна», в 1998 году — национальной награды «Падма Шри».
По окончании выступлений начал политическую карьеру. В 2016 году был одним из создателей движения «Авааз-и-Пенджаб», целью которого была защита интересов жителей Пенджаба. Входил во влиятельную сикхскую партию «Широмани Акали дал». С 2017 году — член Индийского национального конгресса.
С 2012 года — член законодательного собрания Пенджаба от округа Джаланджар.
Занимает пост генерального секретаря Федерации хоккея на траве Пенджаба и вице-президента хоккейных турниров памяти Сурджита Сингха в Джаландхаре.